# Batalha de Lumphanan
A Batalha de Luphanan foi uma batalha realizada em março de 1057 entre Malcolm III e o rei Macbeth, durante a qual Macbeth foi morto. Isso aconteceu na atual vila de Lumphanan, em Aberdeenshire na Escócia. 

## Antecedentes
Desde a morte de seu pai, o Rei Duncan, em batalha com Macbeth, Malcolm havia sido protegido pelo Conde Siward de Northumbria, seu tio. Foi com o apoio de Siward que Malcolm primeiro atacou Macbeth, levando à batalha de Dunsinane em 1054, onde Malcolm falhou em conquistar a coroa, mas teve suas próprias terras restauradas para ele. Algumas fontes dizem que foi Eduardo, o Confessor, Rei da Inglaterra, quem ordenou a Siward lançar essa invasão da Escócia.
1. 1 2  «Malcolm III [Mael Coluim Ceann Mór, Malcolm Canmore] (d. 1093), king of Scots». Oxford Dictionary of National Biography (em inglês). doi:10.1093/ref:odnb/9780198614128.001.0001/odnb-9780198614128-e-17859?rskey=cklhxq&result=1. Consultado em 30 de junho de 2024